# Solange Zitlenok
Solange Zitlenok (épouse Loeb), né le 18 septembre 1919 à Nanterre et morte le 30 juillet 1980 à Saint-Cloud, est, durant la Seconde Guerre mondiale à Toulouse, responsable du Sud-Ouest pour le Réseau Garel.

## Biographie

### Jeunesse
Eva Solange Zitlenok naît le 18 septembre 1919 à Nanterre. Elle est la fille de tbd Zitlenok.

### Seconde Guerre mondiale
Durant la Seconde Guerre mondiale à Toulouse, elle est responsable du Sud-Ouest, pour le Réseau Garel. Elle a pour alias Solange Rémy ou Araignée.
La région Sud-Ouest, dirigée par Solange Zitlenok (dite Rémy, ou Araignée), couvrait la Haute-Garonne, les Hautes-Pyrénées et Basses-Pyrénées, le Tarn, le Tarn-et-Garonne, le Lot, le Lot-et-Garonne, le Gers, l’Hérault, l’Aveyron et la Lozère, avec 400 enfants,.

### Après la guerre
Solange Zitlenok-Loeb meurt d’un cancer le 30 juillet 1980 à Saint-Cloud.